# Italo (mitologia)
Italo è un eroe eponimo dell'Italia che avrebbe regnato sul popolo italico degli Enotri o dei Siculi (quest’ultimo popolo attribuitogli da Tucidide). Le sue vicissitudini possono essere fatte risalire alla tarda età del bronzo.

## Il popolo degli Enotri
Gli Enotri furono un'antica popolazione italica stanziata, attorno all'XI secolo a.C., in un territorio di notevoli dimensioni comprendente l'attuale Puglia, la Basilicata e l'attuale Calabria. In mancanza di fonti dirette, le vicende storiche degli Enotri, come di altri popoli preromani, può essere ricostruita unicamente sulla base delle notizie fornite da autori posteriori romani e greci, dei dati della toponomastica e dell'archeologia. Secondo una visione invasionista, gli Enotri sarebbero giunti in Italia alle soglie dell'Età del ferro (XI secolo a.C.) insieme ad altre popolazioni dette protolatini (Falisci, Latini, Opici, Siculi). Secondo una visione continuista, gli Enotri rappresenterebbero il ramo meridionale di uno strato etno-linguistico molto antico e diverso da quello protolatino, che avrebbe occupato l'area tirrenica dalla Liguria alla Sicilia (strato ligure-sicano). Gli antichi storici Greci li dicevano provenire, all'inizio dell'Età del Ferro (XI secolo a.C.), dalla Grecia insieme ad altri popoli dello stesso gruppo etnico attraverso il Canale d'Otranto. Il grande studioso italiano Giacomo Devoto ne ipotizzò un'origine Balcanica proto-Illirica.In ogni caso, stando ad Antonino Liberale (autore greco del II secolo d.C.), il loro arrivo provocò la fuga degli Elimi in Sicilia.

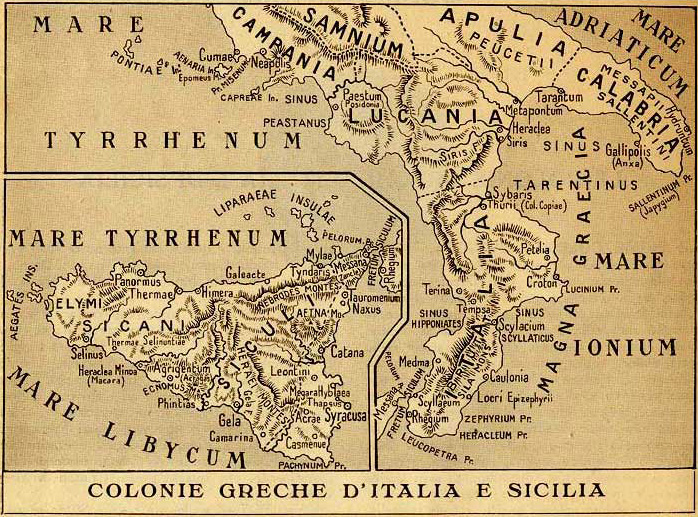
L'Italia secondo i greci, corrispondente all'attuale Calabria

## Il re Italo
Esistono varie leggende sul personaggio di Italo, vissuto secondo il mito 16 generazioni prima della guerra di Troia. Da lui deriverebbe il nome Italia, dato prima alla regione corrispondente al suo regno, ovvero quasi tutta la Calabria "la quale si stende dal golfo scilletico al lametico; che sono due punti a mezza giornata di cammino l’uno dall’altro”  (Aristotele, Politica, VII, 9, 2), dunque l'attuale Calabria centrale comprendente la provincia di Catanzaro, e poi esteso a tutta la penisola, come riporta Tucidide:                                                                                                                                                                                                                      
Narra Aristotele:
(Aristotele, Politica, VII, 9, 2)
e ancora:
(Aristotele, Politica, VII, 10, 2-3)
Aristotele cita dunque Italo, re degli Enotri, che diede a questi ultimi il nome di Itali e ne fece, da popolo nomade, un popolo stabile che si stanziò nell'estremo sud dell'odierna penisola italiana, l'attuale Calabria meridionale, dal Promontorio Eracleo (Capo Spartivento) fino all'istmo delle dimensioni di mezza giornata di cammino tra il golfo Scilletino (Golfo di Squillace) e quello Lametico (Golfo di Sant'Eufemia) dunque l'attuale Calabria centrale ossia l'Istmo di Catanzaro.                                                                                                                                                                                                                                                                                                                                                                                                                                                                                                                                                                                                                                                                                                                                           
Antioco di Siracusa nel V secolo a.C. invece così scriveva:
A confermare il tutto furono, tra gli altri, anche Dionigi (o Dionisio) di Alicarnasso e Aristotele. Re Italo allargò il suo dominio dall'attuale Calabria centrale su un più un vasto territorio compreso fra l’attuale Calabria e l’asse Metaponto-Posidonia (dalla foce del Bradano alla foce del Sele).
“Col volger degli anni fu detta Italia per un uomo potentissimo, Italo nominato. […] uomo destro e filosofo, il quale convincendo molti popoli col dire e molti colla forza, ridusse in poter suo quanto v’è tra ‘l golfo Nepetinico [S. Eufemia] e lo Scilletinico [Squillace]: e quel tratto fu il primo che Italia da Italo si dicesse. […] divenuto più forte, fece che molti altri gli ubbidissero; perocché mise il cuore su’ confinanti, e ne prese molte città“. (Dionigi di Alicarnasso, Antichità romane, I, 11 – 12)
“Antica sembra essere anche l’istituzione dei sissizi, quelli di Creta risalendo al regno di Minosse, ad epoca molto più antica invece quelli d’Italia. Dicono infatti gli esperti delle popolazioni che vivono lì, che divenne re dell’Enotria un certo Italo, dal quale si sarebbero chiamati, cambiando nome, Itali invece che Enotri. Dicono anche che questo Italo abbia trasformato gli Enotri, da nomadi che erano, in agricoltori e che abbia anche dato ad essi altre leggi, e per primo istituito i sissizi. Per questa ragione ancora oggi alcune delle popolazioni che discendono da lui praticano i sissizi e osservano alcune sue leggi; onde ne seguì che gli Enotri, cangiato nome, indi innanzi si chiamarono Itali, e che tutta quella costa d’Europa prese nome d’Italia, la quale si stende dal golfo scilletico al lametico; che sono due punti a mezza giornata di cammino l’uno dall’altro” (Aristotele, Politica, VII, 9, 2)
Così come anche Virgilio nella sua celebre Eneide e Strabone ricordano dove nacque il nome Italia:
«Una parte d’Europa è, che da’ Greci
si disse Esperia, antica, bellicosa
e fertil terra. Da gli Enotri colta
prima Enotria nomossi: or, com’è fama,
preso d’Italo il nome, Italia è detta.
Questa è la terra destinata a noi»
[Eneide, III, versi 286-291].
«Antioco, nel suo Libro dell’Italia scrive che questa era chiamata Italia, e che quest’è quella, ch’è descritta da lui, la quale anticamente s’addimandava Enotria.[…] E di più, che nei tempi passati, quelli soli si chiamavano Enotri, e Italiani, ch’erano dentro dell’istmo, …, il qual’istmo è largo centosessanta stadi tra i due golfi, cioè l’Ipponiate (da Antioco chiamato Napitino) e il Scilletico»
[Prima parte della Geografia di Strabone]
Secondo Strabone, Italo fu il fondatore di Pandosia Bruzia, la capitale del suo Regno, probabilmente da identificare con la città odierna di Acri. È da presumere che re Italo regnasse su Pandosia Bruzia e sul nord dell'attuale Calabria, oltre che sulla zona jonica, anche se non è da escludere che il dominio degli Enotri comprendesse tutte le odierne regioni di Calabria e Basilicata. 
Ulteriori riferimenti a Italo e alla sua storia leggendaria si possono trovare nell'Eneide di Virgilio.
Esistono varie leggende sul personaggio di Italo, re degli Enotri che secondo il mito sarebbe vissuto 16 generazioni prima della guerra di Troia: da lui deriverebbe il nome "Italia". Dato prima alla regione corrispondente al suo regno, ovvero quasi tutta la Calabria ad esclusione della zona settentrionale, il nome Italia si estese successivamente a tutta la penisola (fino alle attuali regioni di Toscana e Marche) come narrano Tucidide, Aristotele, Antioco di Siracusa e Strabone. Re Italo convertì gli Enotri da popolo nomade a stanziale, stabilendoli nell'estrema propaggine delle coste europee, ovvero quella che oggi è la Calabria centrale.
Narra Dionigi di Alicarnasso:
(in Dionigi di Alicarnasso, 1,12)

## Cultura moderna
Il nome Italus è stato dato a un esemplare di pino loricato presente nel Parco nazionale del Pollino, considerato l'albero più longevo d'Europa la cui età di circa 1230 anni sia stata scientificamente accertata.